# Reclams Hörspielführer
Reclams Hörspielführer ist ein vergriffenes Nachschlagewerk, das 1969 erschien. Es beschäftigt sich mit dem Hörspiel und seinen Autoren. Nach den Angaben der gedruckten Ausgabe wurde der Hörspielführer von Heinz Schwitzke unter Mitarbeit von Franz Hiesel, Werner Klippert und Jürgen Tomm herausgegeben. Die von dem Landesmedienzentrum Baden-Württemberg herausgegebene Online-Version nennt dagegen Heinz Schwitzke und Werner Klippert als Autoren bzw. Herausgeber und erwähnt Franz Hiesel und Jürgen Tomm nicht.

## Einmalige Auflage
Der Stuttgarter Reclam-Verlag verlegte den Hörspielführer innerhalb seiner Universalbibliothek als Band 10161/10168. Im Gegensatz zu ähnlichen Nachschlagewerken des Verlags wie dem Opern- oder Schauspielführer, erfuhr Reclams Hörspielführer keine überarbeiteten Neuauflagen. Aufgrund des Interesses nur einer Minderheit für das anspruchsvolle literarische Hörspiel und der vernachlässigten Beschäftigung innerhalb der Literaturwissenschaft mit dem Thema scheiterte das Projekt in den nachfolgenden Jahren an dem Problem der schwierigen Kanonbildung bei einer ansteigenden Zahl von Hörspielproduktionen. Der inzwischen kaum noch überschaubare Hörbuchmarkt ist ein Faktor, der laut Verlag eine Wiederauflage dieses oder eines ähnlichen Führers unwahrscheinlich macht.
Seit 2005 ist mit dem Hörspiel-Lexikon von Thomas Bräutigam dennoch wieder ein vergleichbares Werk auf dem Markt, das den Anspruch erhebt, „einen hörspielgeschichtlichen Überblick durch die Beschreibung ausgewählter Einzelwerke“ zu geben. Allerdings ist das Hörspiel-Lexikon nicht bei Reclam, sondern bei der auf Medienwissenschaft spezialisierten UVK Verlagsgesellschaft in Konstanz erschienen.

## Hörspielkanon
Schwitzke und Klippert waren anerkannte Hörspieltheoretiker und -förderer ihrer Zeit. Sie kamen als langjährige Hörspielchefs bei öffentlich-rechtlichen Sendeanstalten aus der Praxis, so wie die meisten anderen Mitarbeiter an dem Werk.
Die Auswahl der Stücke ist als ein erster Versuch der Fixierung eines Kanon für die damals noch junge Kunstform Hörspiel zu verstehen. Die Vorgehensweise bei der Begrenzung der Auswahl und Inhalte auf 600 Druckseiten beschrieb Schwitzke im Vorwort zu dem Hörspielführer:

„Es geht ausschließlich um originale Hörspiele, und unter diesen wieder um solche, die für das gegenwärtige und zukünftige Hörspielprogramm ihre Bedeutung vermutlich behalten oder die im literarischen Gespräch sind und bleiben. Dabei durfte, wenn das Ganze nicht höchst fragmentarisch werden sollte, zwischen bewährten deutschen Werken und ausländischen, die bei uns heimisch geworden sind, kein Unterschied gemacht werden. Wo wir aus Platzgründen zurückhaltend sein mußten, haben wir versucht, die betreffenden Autoren wenigstens mit einem Werk vorzustellen; einige Male bringen wir aus jeweils ersichtlichen Gründen nur eine biographische Notiz.
Nicht ohne Einfluss auf unsere Auswahl blieb in einzelnen Fällen auch die Frage nach der hörspielgeschichtlichen Bedeutung. Auf die verschiedenen Produktionen jedoch konnte nicht eingegangen werden. Bei jedem Stück sind nur die Daten der Uraufführung oder der deutschen Erstaufführung verzeichnet; das bedeutet nicht, daß nicht vielleicht weitere Inszenierungen auf Band vorliegen. Zwischen ihnen wertend zu unterscheiden war nicht Aufgabe des Buches. Im übrigen dienen die kleinen Informationen zu den Stücken – beispielsweise über Personenzahl und Dauer – gleichfalls nur dazu, eine genauere Vorstellung von dem jeweiligen Werk zu geben.“

Das wohl bekannteste Hörspiel, das von den Autoren bei ihrer Auswahl übersehen wurde, ist Walter Ruttmanns Toncollage Weekend aus dem Jahr 1930, das erst Ende der 70er-Jahre wiederentdeckt wurde.

### Aufgenommene Autoren
Letztlich erfüllten 1.969 Hörspiele Schwitzkes Kriterien und fanden Aufnahme in das Nachschlagewerk. Die dazugehörigen 216 Autoren, die mit einer Kurzbiografie vorgestellt werden, heißen:
A–C
Arthur Adamov, Rhys Adrian, Leopold Ahlsen, Ilse Aichinger, André Almuro, Alfred Andersch, Edoardo Anton, John Arden, Ludvík Aškenazy, Wystan Hugh Auden, Jacques Audiberti, Claude Aveline, Ingeborg Bachmann, Josef Martin Bauer, Rudolf Bayr, Rolf Becker, Samuel Beckett, Brendan Behan, Ingmar Bergman, Barry Bermange, Charles Bertin, Manfred Bieler, Christian Bock, Anders Bodelsen, Heinrich Böll, Wolfgang Borchert, Daniel Boulanger, Roman Brandstaetter, Hans Christian Branner, Bertolt Brecht, Arnolt Bronnen, Alexius Hezekia Buthelezi, Michel Butor, João Cabral de Melo Neto, Albert Camus, Walentin Chorell, Inger Christensen, Jovan Čirilov, René Clair, Guy Compton, Marc Connelly, Jacques Constant, Giles Cooper, Norman Corwin, Michel Cournot und Heinz von Cramer.
D–H
Stig Dagerman, Jorge Dîaz, Charles Dimont, Zora Dirnbach, Miodrag Djurdjević, Alfred Döblin, Friedrich Dürrenmatt, Marguerite Duras, Albert Ehrenstein, Günter Eich, Herbert Eisenreich, Hans Magnus Enzensberger, Padraic Fallon, Christian Ferber, Vera Ferra-Mikura, Colin Finbow, Hans Flesch, Jean Forest, Walter Franke-Ruta, Erich Fried, Brian Friel, Max Frisch, Gerhard Fritsch, Felix Gasbarra, Gian Domenico Giagni, Alan Gosling, Marran Gosov, Sebastian Goy, Wolfgang Graetz, Bernd Grashoff, Otto Grünmandl, Max Gundermann, Peter Handke, James Hanley, Konrad Hansen, Ludwig Harig,  Hugo Hartung, Ima Harube, Rolf Haufs, Julius Hay, Johannes Hendrich, Zbigniew Herbert, Richard Hey, Kurt Heynicke, Franz Hiesel, Wolfgang Hildesheimer, Peter Hirche, Hans Hömberg, Fred von Hoerschelmann, Kay Hoff, Gert Hofmann, Hideji Hôjô, Claus Hubalek, Richard Hughes und Ted Hughes.
I–O
Lotte Ingrisch, Eugène Ionesco, Ernst Jandl, Margarete Jehn, Shirley Jenkins, Walter Jens, Ernst Johannsen, Hermann Kasack, Marie Luise Kaschnitz, Hans Kasper, Hermann Kesser, Ephraim Kishon, Fuyuhiko Kitagawa, Ivan Klima, Werner Klose, Matjaź Kmecl, Walter Kolbenhoff, Radomir Konstantinović, Erich Kuby, Dieter Kühn, Otto Heinrich Kühner, Kurt Kusenberg, Hans Kyser, Rusia Lampel, Siegfried Lenz, Herbert Lichtenfeld, Jakov Lind, Arnošt Lustig, Jerzy Lutowski, Joachim Maass, Archibald MacLeish, Louis MacNeice, Sándor Márai, Friederike Mayröcker, Dieter Meichsner, Benno Meyer-Wehlack, Horst Mönnich, Hermann Moers, John Mortimer, Gerhart Herrmann Mostar, Gensô Murakami, Shinichiro Nakamura, Shinkichi Nakamura, Bill Naughton, René de Obaldia, Arch Oboler, Gerd Oelschlegel, Michéal O’hAodha, Claude Ollier, Ernst Bruun Olsen und Joe Orton.
P–Z
Leif Panduro, Jacques Perret, Robert Pinget, Harold Pinter, Heinz Piontek, Paul Pörtner, Vasco Pratolini, Jaromír Ptáček, Rainer Puchert, Henry Reed, John Reeves, Ruth Rehmann, Eduard Reinacher, Herbert Reinecker, Christa Reinig, Gerlind Reinshagen, Hans Rothe, Jan Rys, Nelly Sachs, Nathalie Sarraute, James Saunders, Walter Erich Schäfer, Ernst Schnabel, Rolf Schneider, Wolfdietrich Schnurre, Erasmus Schöfer, Rolf Schroers, Anna Seghers, Günter Seuren, Alan Sharp, Tormod Skagestad, Carl Erik Martin Soya, Muriel Spark, Luigi Squarzina, Miloslav Stehlik, Tom Stoppard, Rezsö Szirmai, Andrzej Szypulski, Jean Tardieu, Jean Thibaudeau, Dylan Thomas, Michal Tonecki, Dan Treston, Alain Trutat, Naoya Uchimura, Milan Uhde, Siegfried von Vegesack, Endre Vészi, Georg von der Vring, Ivan Vyskočil, Dieter Waldmann, Martin Walser, Günther Weisenborn, Peter Weiss, Dieter Wellershoff, Wolfgang Weyrauch, John Whiting, Erwin Wickert, Monique Wittig, Gabriele Wohmann, Richard Wright, Paul Wühr, Heinz Oskar Wuttig und Harald Zusanek.